# Daihatsu Sigra
La Daihatsu Sigra è un'automobile di tipo monovolume  prodotta dalla casa automobilistica giapponese Daihatsu dal 2016. Viene commercializzata anche dalla Toyota con la denominazione Toyota Calya.

## Il contesto
La vettura è una monovolume low cost costruita sul telaio di base della piccola Daihatsu Ayla, la piattaforma flessibile DGAP (acronimo do Daihatsu Global A-Segment Platform) utilizzata dalle city car della Daihatsu ed è una struttura classica a trazione anteriore con sospensioni MacPherson all’anteriore mentre viene adottata una sospensione a ponte torcente al posteriore con barra stabilizzatrice disponibile solo sui modelli top di gamma. I freni sono a disco anteriori e a tamburo posteriori.
È stata sviluppata appositamente per il mercato indonesiano, dove le richieste di monovolume a sette posti sono elevate e viene venduta anche dalla Toyota come Toyota Calya. La vettura inoltre rientra nella classificazione speciale di "Low Cost Green Car" del governo indonesiano che gode di agevolazioni fiscali. La produzione avviene nello stabilimento di Karawang della Astra Daihatsu Motor con il 94% di componenti locali.
La Sigra è stata anticipata dalle tre concept car Daihatsu UFC, UFC2 e UFC 3 che sono state mostrate rispettivamente nel 2012, 2013 e 2014. Il modello di produzione è stato presentato, insieme alla versione a marchio Toyota, al 24º Salone Internazionale dell'Auto di Gaikindo in Indonesia l'11 agosto 2016.
La gamma motori è composta dal propulsore 1.0 benzina (998 cc) tre cilindri 1KR-VE DOHC 12 valvole con fasatura variabile VVT-i erogante 67 cavalli abbinato ad un cambio manuale a 5 marce e da un più grande 1.2 benzina (1.197 cc) quattro cilindri in linea 3NR-VE DOHC 16 valvole con sistema Dual VVT-i da 88 cavalli abbinato ad un cambio manuale a 5 marce oppure automatico a 4 marce.